# Grand Prix Impanis-Van Petegem 2014
La 4e édition du Grand Prix Impanis-Van Petegem a eu lieu le 20 septembre 2014. La course fait partie du calendrier UCI Europe Tour 2014 en catégorie 1.1.

## Présentation

### Équipes
Classé en catégorie 1.1 de l'UCI Europe Tour, le Grand Prix Impanis-Van Petegem est par conséquent ouvert aux UCI ProTeams dans la limite de 50 % des équipes participantes, aux équipes continentales professionnelles, aux équipes continentales et aux équipes nationales.
Vingt et une équipes participent à ce Grand Prix Impanis-Van Petegem : neuf équipes UCI ProTeams, quatre équipes continentales professionnelles et huit équipes continentales.
| UCI ProTeams            | UCI ProTeams | UCI ProTeams |
| Nom de l'équipe         | Pays         | Code         |
| ----------------------- | ------------ | ------------ |
| Belkin                  | Pays-Bas     | BEL          |
| BMC Racing              | États-Unis   | BMC          |
| Europcar                | France       | EUC          |
| Garmin-Sharp            | États-Unis   | GRS          |
| Giant-Shimano           | Pays-Bas     | GIA          |
| Lotto-Belisol           | Belgique     | LTB          |
| Omega Pharma-Quick Step | Belgique     | OPQ          |
| Tinkoff-Saxo            | Russie       | TCS          |
| Trek Factory Racing     | États-Unis   | TFR          |

| Équipes continentales professionnelles | Équipes continentales professionnelles | Équipes continentales professionnelles |
| Nom de l'équipe                        | Pays                                   | Code                                   |
| -------------------------------------- | -------------------------------------- | -------------------------------------- |
| Androni Giocattoli-Venezuela           | Italie                                 | AND                                    |
| NetApp-Endura                          | Allemagne                              | TNE                                    |
| Topsport Vlaanderen-Baloise            | Belgique                               | TSV                                    |
| Wanty-Groupe Gobert                    | Belgique                               | WGG                                    |

| Équipes continentales                     | Équipes continentales | Équipes continentales |
| Nom de l'équipe                           | Pays                  | Code                  |
| ----------------------------------------- | --------------------- | --------------------- |
| 3M                                        | Belgique              | MMM                   |
| Color Code-Biowanze                       | Belgique              | CCB                   |
| De Rijke                                  | Pays-Bas              | RIJ                   |
| Øster Hus-Ridley                          | Norvège               | OHR                   |
| Rabobank Development                      | Pays-Bas              | RDT                   |
| Vastgoedservice-Golden Palace Continental | Belgique              | VGS                   |
| Verandas Willems                          | Belgique              | WIL                   |
| Wallonie-Bruxelles                        | Belgique              | WBC                   |

### Règlement de la course

#### Primes
Les vingt prix sont attribués suivant le barème de l'UCI,. Le total général des prix distribués est de 14 477 €.
| Position | 1er     | 2e      | 3e      | 4e    | 5e    | 6e    | 7e    | 8e    | 9e    | 10e à 20e |
| Prix     | 5 785 € | 2 895 € | 1 445 € | 715 € | 580 € | 433 € | 433 € | 287 € | 287 € | 147 €     |

## Classements

### Classement final
| Classement final | Classement final   | Classement final | Classement final            | Classement final  |
|                  | Coureur            | Pays             | Équipe                      | Temps             |
| ---------------- | ------------------ | ---------------- | --------------------------- | ----------------- |
| 1er              | Greg Van Avermaet  | Belgique         | BMC Racing                  | en 4 h 20 min 4 s |
| 2e               | Tosh Van der Sande | Belgique         | Lotto-Belisol               | + 0 s             |
| 3e               | Michał Gołaś       | Pologne          | Omega Pharma-Quick Step     | + 0 s             |
| 4e               | Albert Timmer      | Pays-Bas         | Giant-Shimano               | + 0 s             |
| 5e               | Romain Cardis      | France           | Europcar                    | + 0 s             |
| 6e               | Ramon Sinkeldam    | Pays-Bas         | Giant-Shimano               | + 11 s            |
| 7e               | Gianni Meersman    | Belgique         | Omega Pharma-Quick Step     | + 11 s            |

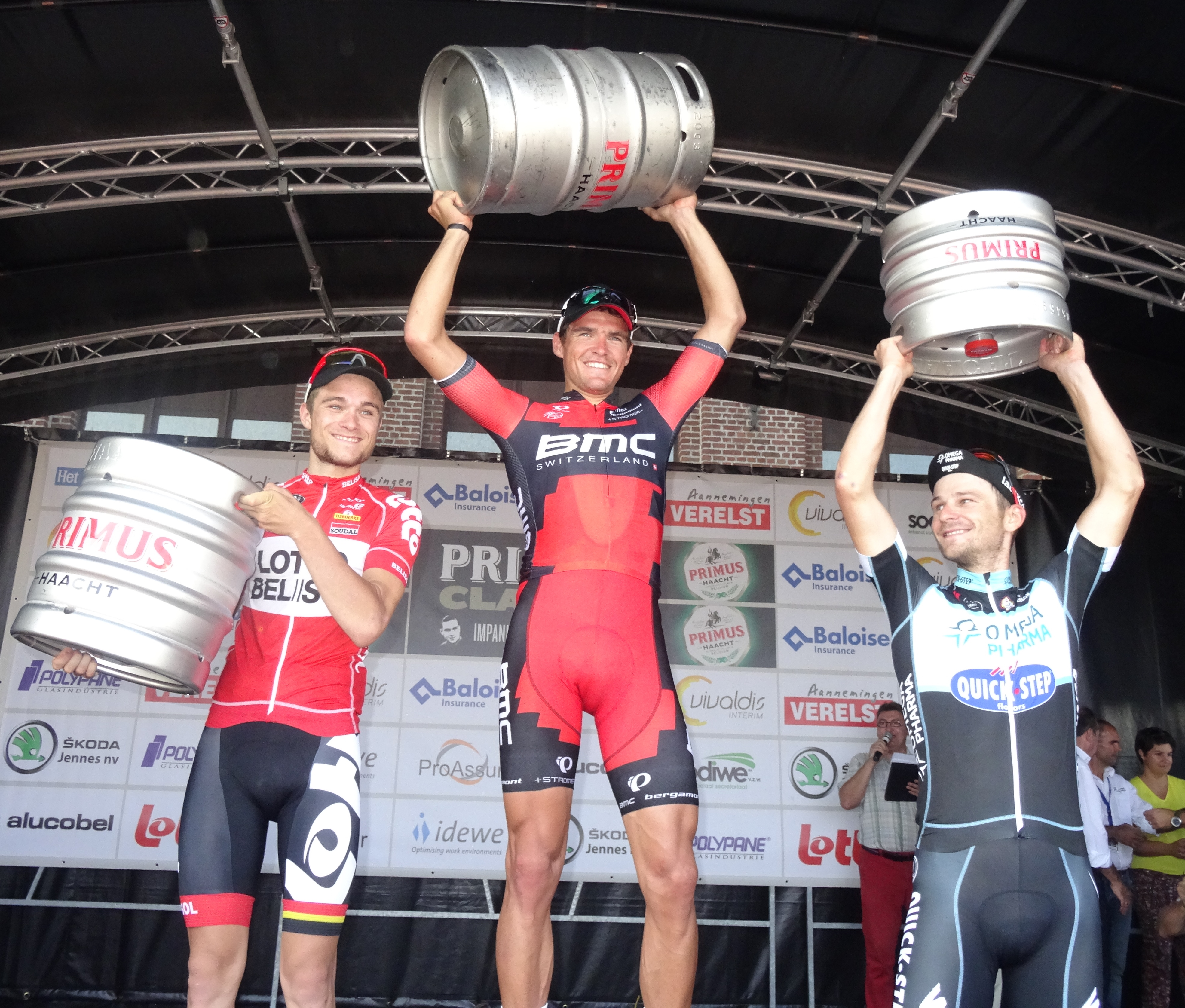
Podium de l'édition 2014 du Grand Prix Impanis-Van Petegem : Tosh Van der Sande (2e), Greg Van Avermaet (1er) et Michał Gołaś (3e).

| 8e               | Jasper De Buyst    | Belgique         | Topsport Vlaanderen-Baloise | + 11 s            |
| 9e               | Björn Leukemans    | Belgique         | Wanty-Groupe Gobert         | + 11 s            |
| 10e              | Vincent Jérôme     | France           | Europcar                    | + 11 s            |
| modifier         |                    |                  |                             |                   |

### UCI Europe Tour
Ce Grand Prix Impanis-Van Petegem attribue des points pour l'UCI Europe Tour 2014, par équipes seulement aux coureurs des équipes continentales professionnelles et continentales, individuellement à tous les coureurs sauf ceux faisant partie d'une équipe ayant un label ProTeam.
| Position           | 1er | 2e | 3e | 4e | 5e | 6e | 7e | 8e | 9e | 10e | 11e | 12e |
| Classement général | 80  | 56 | 32 | 24 | 20 | 16 | 12 | 8  | 7  | 6   | 5   | 3   |

## Liste des participants
- Liste de départ complète

| Légende | Légende                                                                      | Légende | Légende                                                    |
| ------- | ---------------------------------------------------------------------------- | ------- | ---------------------------------------------------------- |
| Num     | Dossard de départ porté par le coureur sur ce Grand Prix Impanis-Van Petegem | Pos     | Position à l'arrivée de la course                          |
|         | Indique un maillot de champion national ou mondial, suivi de sa spécialité   | NP      | Indique un coureur qui n'a pas pris le départ de la course |
| AB      | Indique un coureur qui n'a pas terminé la course                             | HD      | Indique un coureur qui a terminé la course hors des délais |

| Belkin BEL | Belkin BEL            | Belkin BEL |
| ---------- | --------------------- | ---------- |
| Num        | Coureur               | Pos        |
| 1          | Sep Vanmarcke (BEL)   | 107e       |
| 2          | Theo Bos (NED)        | 34e        |
| 3          |                       |            |
| 4          | Jetse Bol (NED)       | 126e       |
| 5          | Graeme Brown (AUS)    | AB         |
| 6          | Moreno Hofland (NED)  | 25e        |
| 7          | Barry Markus (NED)    | AB         |
| 8          | Maarten Wynants (BEL) | 114e       |

| Lotto-Belisol LTB | Lotto-Belisol LTB           | Lotto-Belisol LTB |
| ----------------- | --------------------------- | ----------------- |
| Num               | Coureur                     | Pos               |
| 11                | André Greipel (GER) (Route) | 79e               |
| 12                | Tiesj Benoot (BEL)          | 86e               |
| 13                | Gert Dockx (BEL)            | 61e               |
| 14                | Tony Gallopin (FRA)         | 120e              |
| 15                | Tosh Van der Sande (BEL)    | 2e                |
| 16                | Marcel Sieberg (GER)        | 117e              |
| 17                | Boris Vallée (BEL)          | AB                |
| 18                | Jonas Van Genechten (BEL)   | 16e               |

| Omega Pharma-Quick Step OPQ | Omega Pharma-Quick Step OPQ | Omega Pharma-Quick Step OPQ |
| --------------------------- | --------------------------- | --------------------------- |
| Num                         | Coureur                     | Pos                         |
| 21                          | Stijn Vandenbergh (BEL)     | 30e                         |
| 22                          | Kevin De Weert (BEL)        | 64e                         |
| 23                          | Andrew Fenn (GBR)           | 113e                        |
| 24                          | Michał Gołaś (POL)          | 3e                          |
| 25                          | Iljo Keisse (BEL)           | AB                          |
| 26                          | Gianni Meersman (BEL)       | 7e                          |
| 27                          | Gert Steegmans (BEL)        | 123e                        |
| 28                          | Zdeněk Štybar (CZE) (Route) | 89e                         |

| BMC Racing BMC | BMC Racing BMC          | BMC Racing BMC |
| -------------- | ----------------------- | -------------- |
| Num            | Coureur                 | Pos            |
| 31             | Greg Van Avermaet (BEL) | 1er            |
| 32             | Michael Schär (SUI)     | 50e            |
| 33             | Luke Davison (AUS)      | AB             |
| 34             | Martin Kohler (SUI)     | 42e            |
| 35             | Thor Hushovd (NOR)      | 48e            |
| 36             | Sebastian Lander (DEN)  | 52e            |
| 37             |                         |                |
| 38             | Rick Zabel (GER)        | 22e            |

| Europcar EUC | Europcar EUC              | Europcar EUC |
| ------------ | ------------------------- | ------------ |
| Num          | Coureur                   | Pos          |
| 41           | Thomas Voeckler (FRA)     | 116e         |
| 42           | Giovanni Bernaudeau (FRA) | 56e          |
| 43           | Bryan Nauleau (FRA)       | 100e         |
| 44           | Fabrice Jeandesboz (FRA)  | 111e         |
| 45           | Vincent Jérôme (FRA)      | 10e          |
| 46           | Morgan Lamoisson (FRA)    | 128e         |
| 47           | Romain Cardis (FRA)       | 5e           |
| 48           | Angélo Tulik (FRA)        | 58e          |

| Giant-Shimano GIA | Giant-Shimano GIA     | Giant-Shimano GIA |
| ----------------- | --------------------- | ----------------- |
| Num               | Coureur               | Pos               |
| 51                | Brian Bulgaç (NED)    | AB                |
| 52                | Bert De Backer (BEL)  | 95e               |
| 53                | Ji Cheng (CHN)        | AB                |
| 54                | Luka Mezgec (SLO)     | 19e               |
| 55                | Daan Olivier (NED)    | 15e               |
| 56                | Ramon Sinkeldam (NED) | 6e                |
| 57                | Albert Timmer (NED)   | 4e                |
| 58                | Tom Veelers (NED)     | 47e               |

| Tinkoff-Saxo TCS | Tinkoff-Saxo TCS        | Tinkoff-Saxo TCS |
| ---------------- | ----------------------- | ---------------- |
| Num              | Coureur                 | Pos              |
| 61               | Rasmus Guldhammer (DEN) | 99e              |
| 62               | Jesper Hansen (DEN)     | 98e              |
| 63               | Michal Kolář (SVK)      | 103e             |
| 64               | Karsten Kroon (NED)     | AB               |
| 65               | Jay McCarthy (AUS)      | 45e              |
| 66               | Evgueni Petrov (RUS)    | 72e              |
| 67               | Nicki Sørensen (DEN)    | 96e              |
| 68               | Nikolay Trusov (RUS)    | 36e              |

| Trek Factory Racing TFR | Trek Factory Racing TFR     | Trek Factory Racing TFR |
| ----------------------- | --------------------------- | ----------------------- |
| Num                     | Coureur                     | Pos                     |
| 71                      | Clément Chevrier (FRA)      | 69e                     |
| 72                      | Fabio Silvestre (POR)       | 60e                     |
| 73                      | Grégory Rast (SUI)          | 97e                     |
| 74                      | Fränk Schleck (LUX) (Route) | 70e                     |
| 75                      | Laurent Didier (LUX)        | AB                      |
| 76                      | Boy van Poppel (NED)        | 59e                     |
| 77                      | Danny van Poppel (NED)      | 17e                     |
| 78                      | Calvin Watson (AUS)         | 124e                    |

| Garmin-Sharp GRS | Garmin-Sharp GRS        | Garmin-Sharp GRS |
| ---------------- | ----------------------- | ---------------- |
| Num              | Coureur                 | Pos              |
| 81               | Thomas Dekker (NED)     | 66e              |
| 82               | Dylan Girdlestone (RSA) | 94e              |
| 83               | Raymond Kreder (NED)    | 83e              |
| 84               | Lachlan Morton (AUS)    | 106e             |
| 85               | Nick Nuyens (BEL)       | 91e              |
| 86               | Tom-Jelte Slagter (NED) | 12e              |
| 87               | Johan Vansummeren (BEL) | 62e              |
| 88               | Steele Von Hoff (AUS)   | AB               |

| Androni Giocattoli-Venezuela AND | Androni Giocattoli-Venezuela AND | Androni Giocattoli-Venezuela AND |
| -------------------------------- | -------------------------------- | -------------------------------- |
| Num                              | Coureur                          | Pos                              |
| 91                               | Kenny van Hummel (NED)           | 71e                              |
| 92                               | Marco Bandiera (ITA)             | AB                               |
| 93                               | Marco Frapporti (ITA)            | 81e                              |
| 94                               | Tiziano Dall'Antonia (ITA)       | 14e                              |
| 95                               | Johnny Hoogerland (NED)          | 44e                              |
| 96                               | Angelo Raffaele (ITA)            | AB                               |
| 97                               | Nicola Testi (ITA)               | AB                               |
| 98                               | Matteo Di Serafino (ITA)         | 54e                              |

| NetApp-Endura TNE | NetApp-Endura TNE         | NetApp-Endura TNE |
| ----------------- | ------------------------- | ----------------- |
| Num               | Coureur                   | Pos               |
| 101               |                           |                   |
| 102               | Blaž Jarc (SLO)           | 125e              |
| 103               |                           |                   |
| 104               | Ralf Matzka (GER)         | 51e               |
| 105               | Andreas Schillinger (GER) | 11e               |
| 106               | Daniel Schorn (AUT)       | 75e               |
| 107               | Michael Schwarzmann (GER) | 38e               |
| 108               | Scott Thwaites (GBR)      | AB                |

| Topsport Vlaanderen-Baloise TSV | Topsport Vlaanderen-Baloise TSV | Topsport Vlaanderen-Baloise TSV |
| ------------------------------- | ------------------------------- | ------------------------------- |
| Num                             | Coureur                         | Pos                             |
| 111                             | Jasper De Buyst (BEL)           | 8e                              |
| 112                             | Moreno De Pauw (BEL)            | 104e                            |
| 113                             | Jonas Rickaert (BEL)            | 76e                             |
| 114                             | Jarl Salomein (BEL)             | 32e                             |
| 115                             | Sander Helven (BEL)             | 77e                             |
| 116                             | Michael Van Staeyen (BEL)       | 18e                             |
| 117                             | Kenny De Ketele (BEL)           | 105e                            |
| 118                             | Zico Waeytens (BEL)             | 108e                            |

| Wanty-Groupe Gobert WGG | Wanty-Groupe Gobert WGG   | Wanty-Groupe Gobert WGG |
| ----------------------- | ------------------------- | ----------------------- |
| Num                     | Coureur                   | Pos                     |
| 121                     | Nico Sijmens (BEL)        | 93e                     |
| 122                     | Jempy Drucker (LUX)       | 68e                     |
| 123                     | Wesley Kreder (NED)       | 78e                     |
| 124                     | Laurens De Vreese (BEL)   | 80e                     |
| 125                     | Roy Jans (BEL)            | 33e                     |
| 126                     | Björn Leukemans (BEL)     | 9e                      |
| 127                     | Fréderique Robert (BEL)   | 92e                     |
| 128                     | James Vanlandschoot (BEL) | AB                      |

| Color Code-Biowanze CCB | Color Code-Biowanze CCB | Color Code-Biowanze CCB |
| ----------------------- | ----------------------- | ----------------------- |
| Num                     | Coureur                 | Pos                     |
| 131                     | Ludwig De Winter (BEL)  | 73e                     |
| 132                     | Arnaud Géromboux (BEL)  | 84e                     |
| 133                     | Jérôme Kerf (BEL)       | 102e                    |
| 134                     | Maximilien Picoux (BEL) | 130e                    |
| 135                     | Antoine Leleu (BEL)     | 46e                     |
| 136                     | Antoine Warnier (BEL)   | 37e                     |
| 137                     | Gaëtan Pons (BEL)       | 35e                     |
| 138                     | Thomas Wertz (BEL)      | 41e                     |

| De Rijke RIJ | De Rijke RIJ              | De Rijke RIJ |
| ------------ | ------------------------- | ------------ |
| Num          | Coureur                   | Pos          |
| 141          | Huub Duyn (NED)           | 101e         |
| 142          | Ike Groen (NED)           | 112e         |
| 143          | Dylan Groenewegen (NED)   | AB           |
| 144          | Yoeri Havik (NED)         | 43e          |
| 145          | Christoph Pfingsten (GER) | AB           |
| 146          |                           |              |
| 147          | Ronan van Zandbeek (NED)  | AB           |
| 148          | Coen Vermeltfoort (NED)   | 118e         |

| Rabobank Development RDT | Rabobank Development RDT   | Rabobank Development RDT |
| ------------------------ | -------------------------- | ------------------------ |
| Num                      | Coureur                    | Pos                      |
| 151                      | Bert-Jan Lindeman (NED)    | 85e                      |
| 152                      | Derk Abel Beckeringh (NED) | 55e                      |
| 153                      | Floris Gerts (NED)         | 27e                      |
| 154                      | Nino Honigh (NED)          | 121e                     |
| 155                      | Maarten van Trijp (NED)    | AB                       |
| 156                      | Timo Roosen (NED)          | 49e                      |
| 157                      | Mike Teunissen (NED)       | 26e                      |
| 158                      | Etienne van Empel (NED)    | 67e                      |

| Øster Hus-Ridley OHR | Øster Hus-Ridley OHR                  | Øster Hus-Ridley OHR |
| -------------------- | ------------------------------------- | -------------------- |
| Num                  | Coureur                               | Pos                  |
| 161                  | Tormod Hausken Jacobsen (NOR) (Route) | 127e                 |
| 162                  | Jonas Abrahamsen (NOR)                | AB                   |
| 163                  | Håvard Blikra (NOR)                   | 65e                  |
| 164                  | Sven Erik Bystrøm (NOR)               | 20e                  |
| 165                  | Fredrik Strand Galta (NOR)            | 29e                  |
| 166                  |                                       |                      |
| 167                  | August Jensen (NOR)                   | 57e                  |
| 168                  | Oscar Landa (NOR)                     | AB                   |

| 3M MMM | 3M MMM                    | 3M MMM |
| ------ | ------------------------- | ------ |
| Num    | Coureur                   | Pos    |
| 171    | Emiel Vermeulen (BEL)     | AB     |
| 172    | Christophe Sleurs (BEL)   | AB     |
| 173    | Gerry Druyts (BEL)        | 21e    |
| 174    | Jimmy Janssens (BEL)      | 13e    |
| 175    | Egidijus Juodvalkis (LTU) | 82e    |
| 176    | Timothy Stevens (BEL)     | AB     |
| 177    | Tim Vanspeybroeck (BEL)   | AB     |
| 178    | Stef Van Zummeren (BEL)   | 39e    |

| Vastgoedservice-Golden Palace Continental VGS | Vastgoedservice-Golden Palace Continental VGS | Vastgoedservice-Golden Palace Continental VGS |
| --------------------------------------------- | --------------------------------------------- | --------------------------------------------- |
| Num                                           | Coureur                                       | Pos                                           |
| 181                                           | Alexander Cool (BEL)                          | AB                                            |
| 182                                           | Sander Cordeel (BEL)                          | 109e                                          |
| 183                                           | Kurt Geysen (BEL)                             | AB                                            |
| 184                                           | Kevin Hulsmans (BEL)                          | AB                                            |
| 185                                           | Sam Lennertz (BEL)                            | 74e                                           |
| 186                                           | Titte Van Laer (BEL)                          | AB                                            |
| 187                                           | Rob Ruijgh (NED)                              | 110e                                          |
| 188                                           | Alphonse Vermote (BEL)                        | AB                                            |

| Verandas Willems WIL | Verandas Willems WIL        | Verandas Willems WIL |
| -------------------- | --------------------------- | -------------------- |
| Num                  | Coureur                     | Pos                  |
| 191                  | Gaëtan Bille (BEL)          | 23e                  |
| 192                  | Jean-Albert Carnevali (BEL) | 63e                  |
| 193                  | Jérémy Burton (BEL)         | 28e                  |
| 194                  | Jelle Mannaerts (BEL)       | 122e                 |
| 195                  | Olivier Pardini (BEL)       | 40e                  |
| 196                  | Willem Wauters (BEL)        | AB                   |
| 197                  | Nicolas Vereecken (BEL)     | 119e                 |
| 198                  | Emiel Wastyn (BEL)          | 24e                  |

| Wallonie-Bruxelles WBC | Wallonie-Bruxelles WBC   | Wallonie-Bruxelles WBC |
| ---------------------- | ------------------------ | ---------------------- |
| Num                    | Coureur                  | Pos                    |
| 201                    | Frédéric Amorison (BEL)  | 87e                    |
| 202                    | Sébastien Delfosse (BEL) | 53e                    |
| 203                    | Florent Mottet (BEL)     | AB                     |
| 204                    | Tom Dernies (BEL)        | 129e                   |
| 205                    | Jonathan Dufrasne (BEL)  | 88e                    |
| 206                    | Loïc Pestiaux (BEL)      | 90e                    |
| 207                    | Robin Stenuit (BEL)      | 31e                    |
| 208                    | Julien Stassen (BEL)     | 115e                   |